# فيلهلم تومسن
فيلهلم تومسن (بالدنماركية: Vilhelm Ludwig Peter Thomsen)‏ هو لغوي دنماركي، ولد في 25 يناير 1842 في كوبنهاغن في الدنمارك، وتوفي بنفس المكان في 12 مايو 1927.

## وصلات خارجية
- فيلهلم تومسن على موقع الموسوعة البريطانية (الإنجليزية)